# Asociación Civil Deportivo Lara (femenino)
La Asociación Civil Deportivo Lara de Fútbol femenino es un equipo de fútbol profesional venezolano a nivel femenino que actualmente participa en la Liga Nacional de Fútbol Femenino de Venezuela, liga equivalente a la máxima división del fútbol femenino en Venezuela.

## Historia
El viernes 21 de noviembre de 2014 es presentado el ACD Lara femenino para la temporada 2014-2015 en las categorías "Primera División" y "Sub-18" participando en el Campeonato Venezolano de Fútbol Femenino y la categoría "Sub-15" participando en la "Liga Ordan Aguirre" (Liga Estadal).

## Uniforme
- Uniforme titular: camiseta , pantalón , medias .
- Uniforme alternativo: camiseta , pantalón , .

### Evolución del uniforme
| 2016-presente Titular | 2016-presente Alternativo | 2017-presente Portero |

### Indumentaria y patrocinador
| Periodo       | Proveedor |
| ------------- | --------- |
| 2015-2017     | Adidas    |
| 2018-presente | Uhlsport  |

| Periodo         | Patrocinador     |
| --------------- | ---------------- |
| 2015-Actualidad | Sin patrocinador |

## Palmarés
- Liga Nacional de Fútbol Femenino de Venezuela (1): 2017
- Copa Venezuela de Fútbol Femenino (0): .